# فرودگاه راپسی
فرودگاه راپسی (به انگلیسی: Rupsi Airport) یک فرودگاه همگانی است که یک باند فرود سنگفرش دارد و طول باند آن ۱۸۲۹ متر است. این فرودگاه در کشور هند قرار دارد و در ارتفاع ۴۰ متری از سطح دریا واقع شده است.